# Black Rock (Irlanda)
Il Black Rock è una montagna irlandese (in gaelico Dubh Charraig an Iolair), che fa parte delle Ballyhoura Mountains ed è collocato nella parte meridionale della contea di Limerick. È alto circa 516 m, solo 12 m meno del monte Seefin, che si trova 100 m più a sud. Le aquile reali vi facevano i propri nidi fino alla fine del XVIII secolo.